# Пугач-рибоїд
Пугач-рибоїд (Ketupa) — рід птахів родини совових (Strigidae). Представники роду поширені в Південній та Південно-Східній Азії.

## Види
Рід включає 12 видів:
- Пугач гвінейський, Ketupa poensis
- Пугач плямистогрудий, Ketupa leucosticta
- Пугач блідий, Ketupa lactea
- Пугач камерунський, Ketupa shelleyi
- Пугач далекосхідний, Ketupa blakistoni
- Пугач-рибоїд бурий, Ketupa zeylonensis
- Пугач-рибоїд рудий, Ketupa flavipes
- Пугач-рибоїд малазійський, Ketupa ketupu
- Пугач суматранський, Ketupa sumatrana
- Пугач непальський, Ketupa nipalensis
- Пугач брунатний, Ketupa coromanda
- Пугач філіппінський, Ketupa philippensis